# Rosanna Conte
Pour les articles homonymes, voir Conte (homonymie).
Rosanna Conte, née le 17 avril 1968 à Portogruaro, est une femme politique membre de la Ligue du Nord. Elle est députée européenne depuis 2019.